# ロマンスの足おと
『ロマンスの足おと』（原題：Rhythm & Romance）は、アメリカ合衆国のサクソフォーン奏者ケニー・Gが2008年に発表したスタジオ・アルバム。ケニー・Gは2007年にコンコード・レコード及びスターバックス・エンタテインメントとの契約を得ており、本作は移籍第1弾アルバムとしてリリースされた。

## 背景
ラテン・ジャズ色の強い作風となり、バーバラ・ムニョスやカミーラといったラテン系のミュージシャンがフィーチャリング・ゲストとして参加した。
アメリカでは総合アルバム・チャートのBillboard 200で14位に達し、コンテンポラリー・ジャズ・チャートでは1位、R&Bアルバム・チャートでは15位を記録した。Matt Collarはオールミュージックにおいて5点満点中3点を付け「ケニー・Gの作品は時として、少々かっちりと作られすぎて意外性に欠けることもあるが、このアルバムでは、彼と仲間のミュージシャン達は有機的で遊び心のある喜びを伴った熱い演奏をしている」と評している。
日本では、インタビュー映像を収録したボーナスDVD付きの「ツアー・エディション」も2008年9月に限定発売された。

## 収録曲
特記なき楽曲はケニー・Gとウォルター・アファナシェフの共作。
1. サックス・オ・ロコ - "Sax-O-Loco" - 5:13
2. リズム&ロマンス - "Ritmo Y Romance (Rhythm & Romance)" - 7:11
3. サボール・ア・ミ - "Sabor A Mi" (Álvaro Carrillo) - 4:22
4. タンゴ - "Tango" - 5:27
5. ミラメ・バイラール - "Mirame Bailar" (Walter Afanasieff, Claudia Brant) - 3:51
6. ペルーヴィアン・ナイツ - "Peruvian Nights" - 6:16
7. ブラジリア - "Brasilia" - 6:42
8. ベサメ・ムーチョ - "Besame Mucho" (Consuelo Velázquez) - 7:11
9. フィエスタ・ロカ - "Fiesta Loca" - 4:10
10. エス・オラ・デ・デシール - "Es Hora De Decir" (W. Afanasieff, C. Brant) - 5:18
11. コパ・デ・アモール - "Copa De Amor" - 6:00
12. サルサ・ケニー - "Salsa Kenny" - 5:17

## 参加ミュージシャン
- ケニー・G - ソプラノ・サックス、テナー・サックス
- バーバラ・ムニョス（英語版） - ボーカル(#5)
- マリオ・ドム&サモ（カミーラ（英語版）） - ボーカル(#10)
- ウォルター・アファナシェフ - ピアノ、キーボード、プログラミング
- ラモン・スタグナロ - ギター(#10を除く全曲)
- パブロ・ウルタード（カミーラ） - ギター(#10)
- ジョン・ペーニャ - ベース(#1, #2, #4, #5, #8, #9, #12)
- ネイザン・イースト - ベース(#3, #6, #7, #11)
- アレックス・アクーニャ - ドラムス
- ミチート・サンチェス - パーカッション(#1, #2, #4, #5, #8, #9, #12)
- ロン・パウエル - パーカッション(#1, #2, #7, #9, #11)
- ラファエル・パディーラ - パーカッション(#2, #3, #8)
- パウリーニョ・ダ・コスタ - パーカッション(#3, #6, #7, #11)
- エンリケ・マルティネス - アコーディオン(#2, #4)
- ゲイリー・グラント - トランペット(#5)
- ダン・フォルネロ - トランペット(#5)
- ビル・ライヒェンバッハ - トロンボーン(#5)
- アンディ・マーティン - トロンボーン(#5)
- ダン・ヒギンズ - サクソフォーン(#5)
- ホルヘ・カランドレリ - オーケストラ・アレンジ、指揮(#2, #3, #4, #6, #7, #8, 11)
- ジェリー・ヘイ - ホーン・アレンジ(#5)